# Presley Gerber
Presley Walker Gerber (sinh ngày 2 tháng 7 năm 1999) là một người mẫu Mỹ. Anh là con trai của Cindy Crawford và Rande Gerber và là anh trai của Kaia Gerber.

## Đầu đời
Gerber sinh ngày 2 tháng 7 năm 1999 tại Brentwood, California. Cha mẹ của anh là Cindy Crawford và Rande Gerber. Người mẫu Kaia Gerber là em gái của anh.

## Sự nghiệp người mẫu
Gerber đã xuất hiện trong các chiến dịch cho Calvin Klein, Yves Saint Laurent, Topshop, Pepsi, và Omega. Anh cũng đã xuất hiện trong nhiều chương trình Tuần lễ thời trang, bao gồm Ralph Lauren, Balmain, Prabal Gurung và Sies Marjan.

## Sự nghiệp diễn xuất
Năm 2017, Gerber xuất hiện trong video âm nhạc "Dead" của Madison Beer.